# Баскин, Бёртон
Бёртон «Бутч» Баскин (17 декабря 1913 — 24 декабря 1967) — американский бизнесмен, сооснователь (вместе с Ирвином Роббинсом) сети кафе-мороженых Baskin-Robbins.

## Ранний период жизни
Бёртон Баскин родился в Саут-Стриторе, Иллинойс 17 декабря 1913 года. Его отцом был Гарольд Баскин, русско-еврейский иммигрант. Окончил среднюю школу в 1931 году и Университет Иллинойса в 1935 году.

## Карьера
Бёртон Баскин владел магазином мужской одежды в Чикаго. Женился на сестре Ирва Роббинса в 1942 году. Поступил на службу в Военно-морской флот Соединённых Штатов. Служил на Вануату с 1942 по 1943 год, был уволен со службы в начале 1946 года. Приехал в Калифорнию, где занялся мороженым. Роббинс убедил его, что продавать мороженое веселее, чем продавать мужские галстуки и рубашки. Через пару месяцев открыл Burton’s Ice Cream по адресу 561 So.Lake, Пасадина, Калифорния.

Число 31 в логотипе Baskin Robbins означает число ароматов мороженого

К 1948 году пять магазинов Роббинса и три магазина Бёртона были объединены в единое предприятие. Вместе они придумали свой 31—й аромат — шоколадную мяту (число 31 до сих пор является частью логотипа Баскин Роббинс). Партнёры стали замечать, что уделяют всё меньше и меньше времени каждому отдельному магазину. «Именно тогда мы начали продавать наши магазины нашим менеджерам», — сказал Роббинс в статье 1985 года «Los Angeles Times». «Не осознавая того мы занялись франчайзинговым бизнесом ещё до того, как слово „франшиза“ вошло в моду.» Партнёры стали первой продовольственной компанией, когда-либо предоставлявшей франшизу своим торговым точкам. Идея прижилась и в других торговых заведениях, наступила эпоха франчайзинга.
В 1949 году, имея более 40 магазинов, Баскин и Роббинс приобрели свою первую молочную продукцию, что позволило им «полностью контролировать производство своего мороженого и разработку новых ингредиентов и вкусов».
В 1953 году они решили объединить Snowbird и Burton’s под одним именем: Баскин-Роббинс, определив порядок их имен с помощью подбрасывания монеты.
У компании было 100 магазинов к 1960 году и около 500 — в 1967 году, когда компания была продана за 12 миллионов долларов. Роббинс проработал в компании ещё 11 лет и вышел на пенсию в 1978 году. Двадцать пять лет спустя Баскин-Роббинс стала крупнейшей в мире сетью магазинов мороженого, насчитывающей 5500 торговых точек по всему миру.
Баскин умер от сердечного приступа в своем доме в Студио-Сити, Калифорния 24 декабря 1967 года, через неделю после своего 54-летия.